# Рижа катерица
Рижата катерица (Paraxerus palliatus), наричана също мантийна катерица и червена храстова катерица, е вид гризач от семейство Катерицови (Sciuridae). Видът не е застрашен от изчезване.

## Разпространение и местообитание
Разпространен е в Зимбабве, Кения, Малави, Мозамбик, Сомалия, Танзания и Южна Африка.
Обитава гористи местности, храсталаци, крайбрежия, плажове и езера в райони с тропически и субтропичен климат, при средна месечна температура около 24,1 градуса.

## Описание
На дължина достигат до 21 cm, а теглото им е около 365,4 g.